# Ichthys

Symbol Ichthys byl v historii využíván v mnoha podobách a k propagaci mnoha idejí

Ichthys tak, jak ji převzali křesťané

Ichthys (v řečtině Ἰχθύς, kapitálkami: ΙΧΘΥΣ nebo i ΙΧΘΥϹ), lze se setkat i s přepisem Ichthus, je v řečtině výraz pro „rybu“ Je to symbol, který byl hojně používán ranými křesťany jako tajné heslo v dobách, kdy byli pronásledováni. Znám je také pod přezdívkou „Ježíšova ryba“.

## Historie

### Teorie o používání v předkřesťanské době
Symbol ryby byl používán na tomtéž místě již dříve jako symbol několika božstev. Amulety ve tvaru ryby (také delfína) symbolizovaly plodnost. Ichtys se týkala také lidské sexuality a znázorňovala ženský klín (nebo dělohu). Znak ryby je také spojován s Afroditou, Atargatou, Dagonem a některými dalšími místními původními bohy.

### Ichthys jako křesťanský symbol

#### Význam symbolu

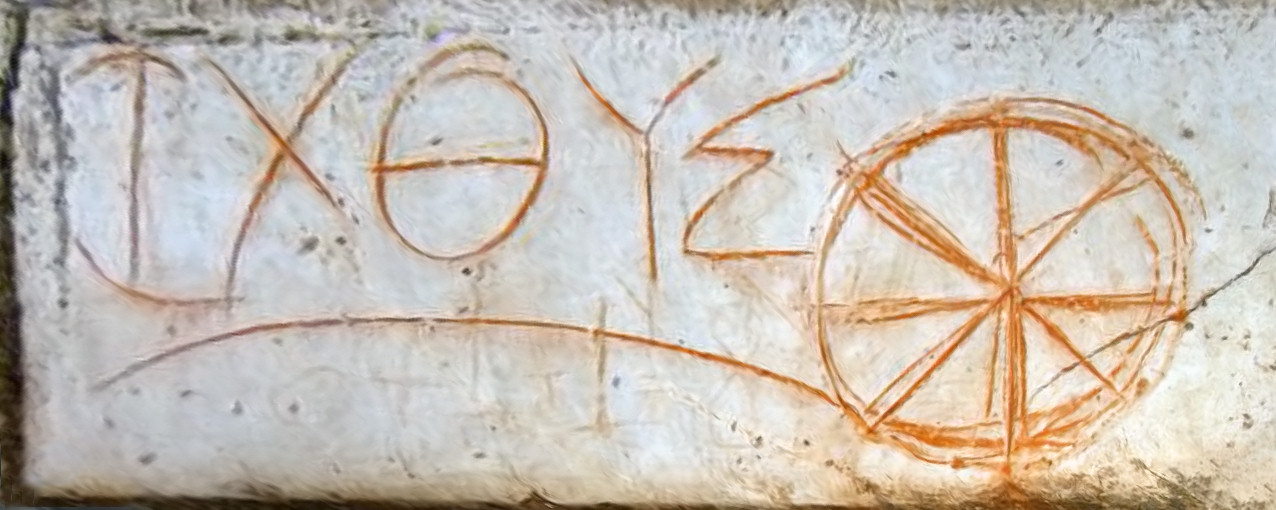
Prvotní verze - kolo, vytvořené kombinací s řeckými písmeny ΙΧΘΥΣ, nalezeno v Efesu

Užití Ichthys jako hlavního symbolu prvotních křesťanů může být vnímáno jako kryptogram. Ichthys (ΙΧΘΥΣ, řecky ryba) se dá číst jako slovo složené z prvních písmen slovního spojení: Ježíš Kristus, Boží syn, Spasitel. V originále Ἰησοῦς Χριστός, Θεοῦ Υἱός, Σωτήρ, Iésús Christos Theú Huiós, Sótér.
- Ióta (i) je první písmeno Iésús, řecky Ježíš.
- Chí (ch) je první písmeno z Christós, řecky Kristus a také pomazaný.
- Théta (th) je první písmeno z Theú (Θεοῦ), to znamená Boží, tj. genitiv od Theós (Θεóς), řecky Bůh.
- Ypsilon (u) je první písmeno z huiós (Υἱός), řecky syn.
- Sigma (s) je první písmeno z sótér (Σωτήρ), řecky Spasitel.

Podle historiků se ve dvanáctém století začalo znovu používat motivu Ichthys, tentokrát doplněného o křížek (místo oka) nebo nápis ΙΧΘΥϹ. Původní forma Ichthys je kruh obsahující řecká písmena uspořádaná tak, aby výsledek vypadal jako osmipaprsčité kolo.

#### Ryby vevangeliích
Ryby jsou v evangeliu zmiňovány několikrát a je jim dáván symbolický význam. Několik z Ježíšových učedníků bylo rybáři. Pověřil je se slovy „Udělám z vás rybáře lidí.“
Při krmení davů byl k Ježíši přinesen malý chlapec s „pěti krajíčky chleba a dvěma rybkami“. Ptali se ho: „Ale co jsou oni, mezi tolika jinými?“ Ježíš zmnohonásobil množství chleba i ryb a nakrmil tím celý dav.
V Matoušovi 13:47–50 Ježíš přirovnává Boží rozhodnutí, kdo vystoupí do nebe a kdo propadne peklu, rybářům třídícím jejich úlovek: ponechávají si ty dobré ryby a ty špatné vyhazují pryč.
V Janovi 21:11 je zaznamenáno, jak učedníci chytali celou noc, ale nic neulovili. Ježíš jim poradil, aby rozhodili sítě na opačné straně lodi – a oni pak ulovili 153 ryb!
Málo citovaný výskyt ryb v Ježíšově životě můžeme nalézt i v Matoušovi 17:24–27, kde Kristus říká Petrovi, aby šel na ryby, neboť peníze na zaplacení chrámových daní najde v ústech chycené ryby.

#### Prvotní křesťanská církev
Ichthys byla nalezena už v římských katakombách z prvního století.
Když byli křesťané v prvním století n. l. pronásledováni Římany, používali rybu k označování potkávacích míst a kobek nebo k rozlišení spojenců od nepřátel.
…Když křesťan potkal na ulici cizince, nakreslil do hlíny jeden z oblouků ryby. Pokud cizinec dokreslil druhý, oba věřící věděli, že jsou v dobré společnosti. Dnešní samolepky na náraznících aut a vizitky obchodníků se opírají o tuto tradici.
Christianity Today, Elesha Coffman, "Ask the Editors"

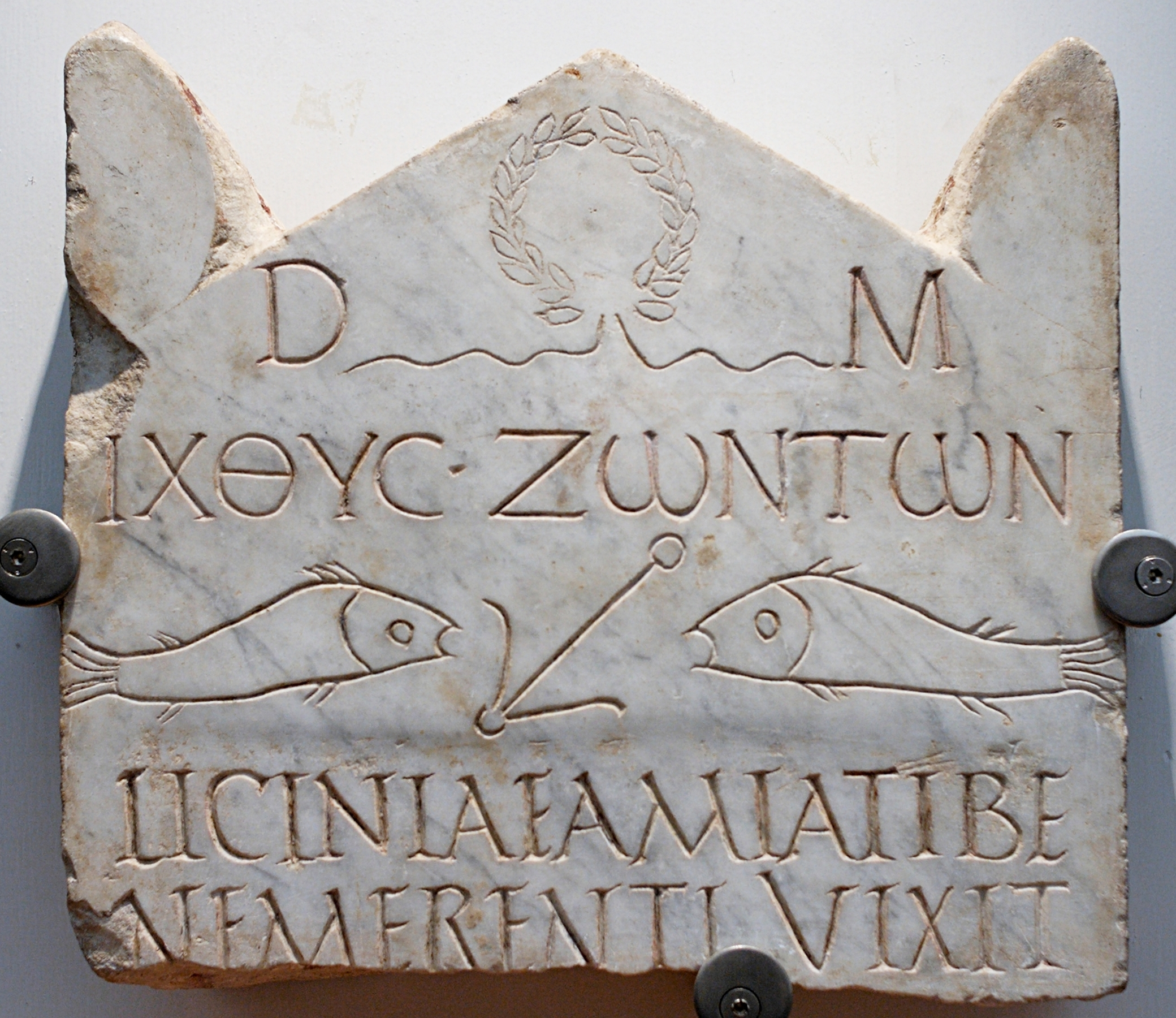
Náhrobek s nápisem ΙΧΘΥϹ ΖΩΝΤΩΝ („ryba života“), počátek třetího století, Národní muzeum v Římě

Existuje několik hypotéz, jak a proč byla vybrána ryba. Některé zdroje naznačují, že by mohlo jít o doporučení Klémenta Alexandrijského jeho dopisovatelům (Paedagogus, III, xi) vyrýt do svých pečetí rybu nebo holubici. Nicméně je známo z římských staveb, že toto znamení užívali již dříve. Také mohlo být myšleno jako protest proti zbožňování římského císaře během vlády Domitiana v prvním století našeho letopočtu. Mince nalezené v Alexandrii o něm referují jako o „synu božím“ (Theú Huiós). Ve skutečnosti už tento titul (divi fillius) užívali předchozí panovníci od smrti Julia Caesara, který byl následně prohlášen za boha.

## Odraz v současné kultuře
Ježíšova ryba se stala moderní ikonou křesťanství. Dnes lze tento symbol nalézt například jako samolepku na autech, přívěscích či jiných špercích symbolizujících, že nositel je křesťan. Jako logo ho také používají některé společnosti a univerzitní spolky.

### Hudební festival
Ichthus je také jméno pro pravidelný křesťanský hudební festival pod širým nebem. Koná se každoročně během června ve městě Wilmore v americkém státě Kentucky.

### Parodie
- Symbol Létajícího špagetového monstra, v parodující víře „Pastafarianství“.
- Ichthys s přidělanými nožičkami, reprezentuje evoluci. Také se nazývá „Darwinova ryba“.
- V emailech značka "<++<" symbolizuje rybu ichthys zredukovanou jen na kostru.
- „Vikingská“ ryba nesoucí štít a přilbu s rohy, se zdvojenou ichthys na konci kopí, (mezi mnoha variantami) je prodávána na tričkách a šálcích na kávu od společnosti CafePress.
- V seriálu Futurama v díle "Hell Is Other Robots" přidělává Bender Bending Rodríguez rybu na záď kosmické lodi. Uvnitř ní je napsáno "Robot".